# Садуллаев, Азимбой Садуллаевич
Азимбой Садуллаевич Садуллаев (вар. Азимбой Саъдуллаевич Саъдуллаев узб. Azimboy Saʼdullayevich Saʼdullayev; 9 января 1947, Шаватский район, Хорезмская область, Узбекская ССР, СССР — 28 мая 2025, Ташкент, Узбекистан) — советский, узбекский учёный-математик. Академик Академии наук Узбекистана (1995), член-корреспондент Академии наук Узбекской ССР (1989), доктор физико-математических наук (1982), профессор (1985). Депутат Олий Мажлиса I и II созывов.

## Биография
Азимбой Садуллаев родился 9 января 1947 года в Шаватском районе Хорезмской области. В 1963 году поступил на механико-математический факультет Ташкентского государственного университета, где его преподавателями были академики Т. А. Саримсаков и С. Х. Сирожиддинов, по рекомендации которых в 1966 году Садуллаев перевёлся на механико-математический факультет Московского государственного университета. Первая научная работа, написанная во время обучения на четвёртом курсе университета и посвящённая примеру Фату, была опубликована в журнале «Математические заметки» Академии наук СССР.
В 1969 году, по рекомендации кафедры «Теории функций и функционального анализа», продолжил обучение в аспирантуре МГУ по специальности математический анализ под научным руководством Б. В. Шабата. В 1972 году защитил кандидатскую диссертацию, а в 1982 году — докторскую диссертацию в Институте математики АН СССР. В 1989 году был избран членом-корреспондентом Академии наук Узбекской ССР, в 1995 году — действительным членом Академии наук Узбекистана.
С 1992 по 1997 годы занимал должность ректора Ургенчского государственного педагогического института; с 1997 по 2007 годы был руководителем Хорезмской академии Маъмуна; с 2007 по 2012 годы возглавлял кафедру математического анализа в Национальном университете Узбекистана; с 2012 по 2017 годы работал на должности профессора кафедры математического анализа и главного научного сотрудника Института математики Академии наук Узбекистана. 
С 1995 по 2004 годы избирался депутатом Олий Мажлиса I и II созывов.
Скончался в Ташкенте 28 мая 2025 года.

## Научные работы
Совместно с американскими учёными Э. Бедфордом и Б. А. Тейлором, участвовал в создании «Теории комплексных потенциалов». Теория была полностью сформирована в 1982 году и до настоящего времени является важнейшим направлением в теории функций. Автор более 200 научных статей и 15 монографий. Ряд фундаментальных трудов учёного был опубликован за рубежом. 
- Основы высшей математики, Т., 1998;
- Сборник примеров и задач по математическому анализу, Т., 2000[2].

## Награды
- Орден «Мехнат шухрати» (2020);
- Нагрудный знак «Знак Узбекистана» (2000)[3].